# Marchen
『Märchen』（メルヒェン）は、Sound Horizonによるメジャー5作目のアルバム。2010年12月15日にキングレコードから発売された。

## 概要
同人時代からの通算で7作目のStory CDで、アルバムとしては6th Story CD『Moira』から約2年ぶりに発売された作品。2010年6月16日に発売されたマキシシングル『イドへ至る森へ至るイド』が本作のプロローグとなっており、登場人物やストーリーにも繋がりのある仕様となっている。
日本レコード協会より、2010年12月度ゴールドディスクと認定。アルバム、シングル通して初のゴールドディスク認定となった。
『月刊少年シリウス』2015年9月号からソガシイナによる漫画版「旧約Märchen」、『少年マガジンエッジ』2015年10月号から鳥飼やすゆきによる漫画版「新約Märchen」が連載された。

## 収録曲
ジャケットや歌詞カードなどでは、曲目は最後の文字を揃えて縦書きに表記され、教会の形を模したものとなっている。
1. 宵闇の唄 [10:18]
2. 火刑の魔女 [9:18]
モチーフ：ヘンゼルとグレーテル、罪源：暴食
3. 黒き女将の宿 [6:52]
モチーフ：絞首架の男、罪源：強欲
4. 硝子の棺で眠る姫君 [8:31]
モチーフ：白雪姫、罪源：嫉妬
5. 生と死を別つ境界の古井戸 [9:19]
モチーフ：ホレおばさん、罪源：怠惰
6. 薔薇の塔で眠る姫君 [9:00]
モチーフ：いばら姫、罪源：傲慢
7. 青き伯爵の城 [7:37]
モチーフ：青ひげ、罪源：色欲
8. 磔刑の聖女 [8:08]
モチーフ：憂悶聖女、罪源：憤怒
9. 暁光の唄 [4:30]

## ボーナストラック
CDのトラックの数は38あり、10曲目から38曲目までが7秒ごとに区切られた一続きの曲となっている。

## 制作・参加メンバー
ミュージシャンを除いて参加トラックの明記はされていない。
全作詞・作曲・編曲
- Revo

ボーカル・ボイス
- Märchen von Friedhof
- 彩乃かなみ
- MIKI
- 桐山和己
- 小林さゆみ
- REMI
- Jimang
- 黒沢ともよ
- 鈴木結女
- Ceui
- 井上あずみ
- 石井千夏
- 下川みくに
- 栗林みな実
- 大塚明夫
- Joelle
- 初音ミク

ボイス・ナレーション
- Idolfried Ehrenberg
- 飛田展男
- 沢城みゆき
- 谷井あすか
- 大川透
- 中村悠一
- 藤田咲
- Sascha

ミュージシャン
- 西山毅 - ギター・スティール・ギター（#1, #5, #8）
- YUKI - ギター・クラシック・ギター（#1, #3, #4, #8）
- 斉藤"Jake"慎吾 - ギター・クラシック・ギター（#2, #6）
- マーティ・フリードマン - ギター・クラシック・ギター（#7）
- 長谷川淳 - ベース（#1～#8）
- 五十嵐宏治 - ピアノ・シンセサイザー・ハルモニウム・チェンバロ（#1, #3, #4, #7, #8）
- 河合英史 - ピアノ・シンセサイザー・ハルモニウム・チェンバロ・電子ピアノ（#2, #6）
- 松本圭司 - ピアノ・シンセサイザー・ハルモニウム（#5, #9）
- 淳士 - ドラム（#1, #8）
- Ken☆Ken - ドラム（#2, #6）
- 阿部徹 - ドラム（#3, #4）
- 阿部薫 - ドラム（#5, #7）
- 木場義則 - 合唱指揮

ジャケットイラスト
- yokoyan

## プロモーション
CDは初回限定版と通常版が発売され、初回限定版には“絵本仕様スペシャルブックレット＆スペシャルケース＆外箱”仕様、通常盤は“通常ブックレット＆通常ケース”となっており、その他ジャケットやブックレットのデザインにも違いがある。
アニメイトやアニブロ・ゲーマーズ、HMV等の一部販売店では、店舗チェーンごとに異なる各店7種、全63種類の異なる絵柄を使用したカード“Märchenとゆかいな仲間たちカード”が数量限定の特典として付属。

## 配信
JOYSOUNDおよびUGAで各曲のカラオケが配信されているが、通常のカラオケ曲と異なり、曲再生時に表示される曲名・作詞・作曲者の画面が特殊な仕様となっている。また、テロップも歌詞カードと同じものが表示され（フォントも同一だが、歌詞のワイプはない）、さらにはブックレットにある一部のイラストも表示される。これは『イドへ至る森へ至るイド』においても同様。

## DVD・Blu-ray
DVD・Blu-rayとして、2011年に開催されたコンサートの追加公演を収録した『Sound Horizon 7th Story Concert Märchen 〜キミが今笑っている、眩いその時代に…〜』もリリースされている。

## 関連書籍
コミカライズ
連載開始の時期ではなく刊行順に列記している。
- Sound Horizon(原作)・鳥飼やすゆき(漫画)、マガジンエッジKC(講談社)刊

1. 新約Märchen 1 2016年5月17日発売、ISBN 978-4063910070
2. 新約Märchen 2 2017年2月17日発売、ISBN 978-4063910636
3. 新約Märchen 3 2017年11月16日発売、ISBN 978-4065104866
4. 新約Märchen 4 2019年1月17日第1刷発行、ISBN 978-4-06-514420-6
5. 新約Märchen 5 2020年3月17日第1刷発行、ISBN 978-4-06-518508-7

- Sound Horizon(原作)・ソガシイナ(漫画)、講談社キャラクターズA(講談社)刊

1. 旧約Marchen I 2016年7月8日発売、ISBN 978-4063588347
2. 旧約Märchen II 2018年2月7日発売、ISBN 978-4065108789